# The Korea Herald
Pour les articles homonymes, voir Herald.
The Korea Herald est le principal quotidien sud-coréen de langue anglaise. Ce journal est membre du Asia News Network.
Fondé en 1953 sous le titre Korea Republic, il prend son nom actuel en 1965.

## Présentation
En 1953, le gouvernement de la Corée du Sud créé le journal Korea Republic. En 1965, il devient propriété du groupe de presse Herald Media et est rebaptisé The Korea Herald. Il tire à 200 000 exemplaires et, comme son concurrent The Korea Times, il est anglophone. Son site internet www.koreaherald.co.kr est ouvert depuis septembre 2005,.